# Marina von Neumann Whitman

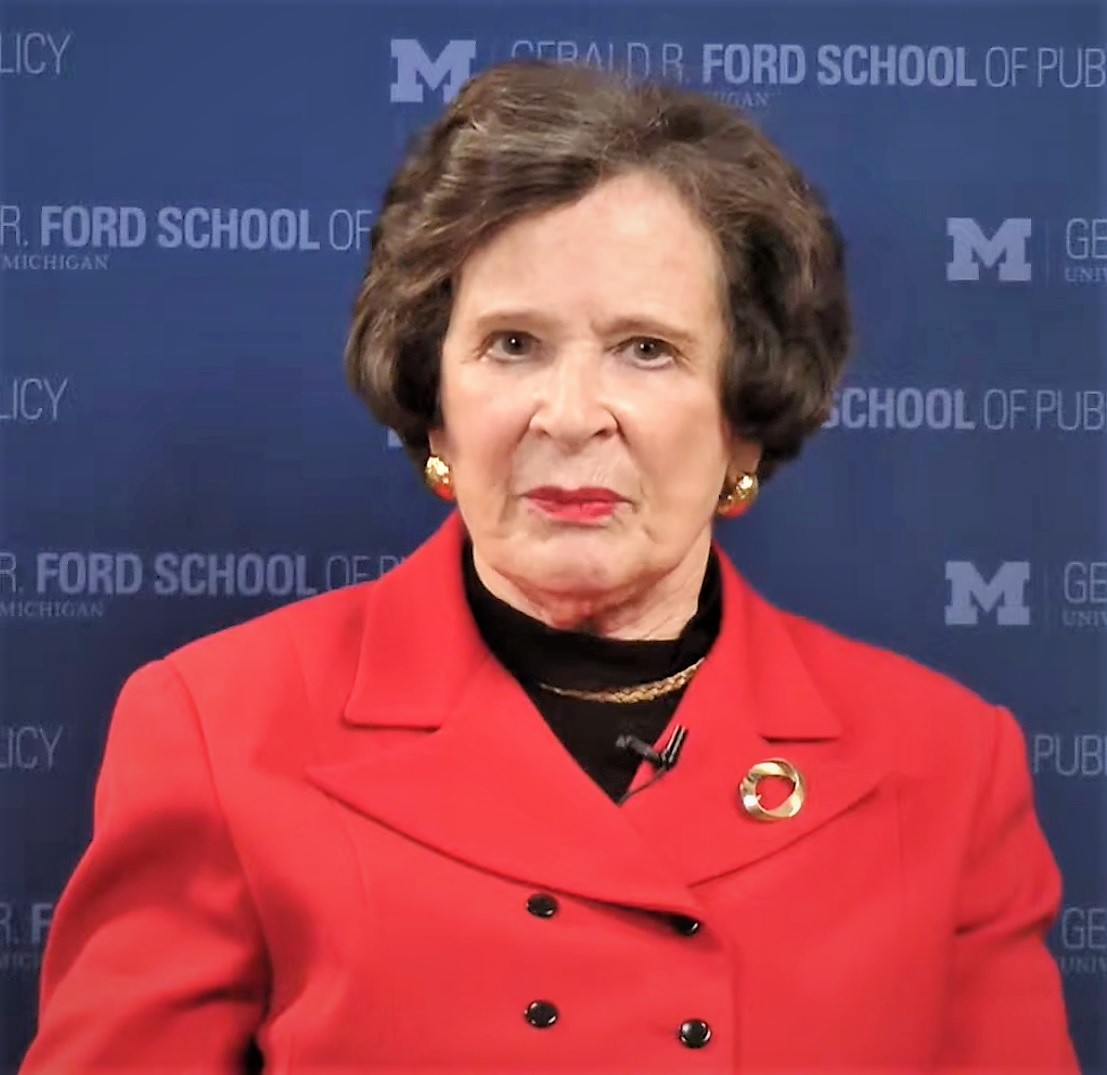
Marina von Neumann Whitman, 2015

Marina von Neumann Whitman (* 6. März 1935; † 20. Mai 2025) war eine US-amerikanische Wirtschaftswissenschaftlerin und Managerin in der Automobilbranche.

## Leben
Sie wurde als Tochter des ungarischstämmigen, in die Vereinigten Staaten emigrierten Mathematikers John von Neumann und dessen erster Ehefrau Marietta Kövesi geboren. Sie studierte zunächst bis 1956 am Radcliffe College, das sie mit einem Bachelor-of-Arts-Abschluss in Wirtschaftswissenschaften verließ. Mit 21 Jahren heiratete sie am 23. Juni 1956 Robert Freeman Whitman.
Anschließend setzte sie ihr Studium an der Columbia University fort, wo sie 1959 als Master und drei Jahre später mit einem Ph.D.-Titel graduierte. 1962 schloss sie sich der University of Pittsburgh an. 1972 wurde sie unter Präsident Richard Nixon in den Council of Economic Advisers aufgenommen. Das Gremium verließ sie nach einem Jahr, nachdem sie 1973 zur ordentlichen Professorin an der University of Pittsburgh berufen worden war. Zwischen 1977 und 1987 war sie an der Denkfabrik Council on Foreign Relations als Direktorin tätig.
1979 verließ von Neumann Whitman den akademischen Betrieb und wechselte als Chefökonomin in den Vorstand von General Motors. Später leitete sie als stellvertretende Vorstandsvorsitzende das Ressort für öffentliche Angelegenheiten, das neben volkswirtschaftlichen Fragestellungen die Zuständigkeit für Umweltaktivitäten, die Beziehung zu staatlichen Einrichtungen sowie die Öffentlichkeitsarbeit umfasste. 1992 verließ sie das Unternehmen und kehrte in die Wissenschaft zurück, als sie eine Professur an der University of Michigan annahm. Parallel übernahm sie Aufsichtsratsmandate bei der Chemical Bank, wo sie nach der Übernahme der Chase Manhattan Bank 1996 ebenso wie nach der Fusion mit J.P. Morgan & Co zur JPMorgan Chase 2000 tätig blieb, sowie bei Alcoa. Diese legte sie 2002 jeweils aus Altersgründen nieder. Zuvor saß sie bereits seit 1976 bei Procter & Gamble im Kontrollgremium, hier schied sie 2003 aus.
Im Zentrum der Forschungs- und Lehrtätigkeit von Neumann Whitmans standen Fragen zum Internationalen Handel und grenzübergreifenden Investitionen, Themen der Corporate Governance und Corporate Social Responsibility sowie Beziehungen zwischen Unternehmen und Stakeholdern. 1988 wurde sie in die American Academy of Arts and Sciences gewählt.
Am 20. Mai 2025 starb Marina von Neumann Whitman im Alter von 90 Jahren.